# 喜徳県
喜徳県（きとく-けん、四川彝語: ꑝꅇꑤ）は中華人民共和国四川省涼山イ族自治州西南部に位置する県。

## 行政区画
- 鎮:光明鎮、冕山鎮、紅莫鎮、両河口鎮、米市鎮、洛哈鎮、尼波鎮
- 郷:賀波洛郷、魯基郷、李子郷、北山郷、且拖郷、沙馬拉達郷

## 交通

### 鉄道
- 中国鉄路総公司
  - 中国鉄路昆明局集団公司
    - 成昆線

（成都方面）- 尼波駅 - 楽武駅 - 紅峰駅 - 沙馬拉達駅 - 瓦祖駅 - 鉄口駅 - 新涼駅 - 聯合郷駅 - 喜徳駅 - 冕山駅 -（昆明方面）

## 健康・医療・衛生
- 喜徳県人民医院